# Higashi-ku (Sapporo)
Higashi-ku (東区?) è uno dei dieci quartieri amministrativi della città di Sapporo, in Giappone.